# Acclaim Studios Teesside
La Acclaim Studios Teesside è stata una casa produttrice di videogiochi inglese di Teesside, Inghilterra. La compagnia fu fondata nel 1988 dai fratelli Darren e Jason Falcus con il nome di Optimus Software. La Optimus fu rilevata dalla casa produttrice americana Iguana Entertainment nel 1993, che la rinominò Iguana UK. Infine, nel 1995 la Acclaim Entertainment rilevò a sua volta Iguana UK, che diventò Acclaim Studios Teesside.
Darren e Jason Falcus rimasero con la compagnia fino al 2000, quando la abbandonarono per creare la Atomic Planet Entertainment. Nello stesso periodo la Acclaim fece un taglio netto del personale della Acclaim Studios, che fu chiuso nel 2002. Lo staff fu collocato alla Acclaim Cheltenam.

## Videogiochi sviluppati dalla Iguana UK/Acclaim Studios Teesside
- NBA Jam
- Frank Thomas Big Hurt Baseball
- Forsaken
- Shadow Man
- Shadow Man: 2econd Coming